# Superintendencia de Banca y Seguros del Perú
La Superintendencia de Banca, Seguros y AFP (SBS) es el organismo encargado de la regulación y supervisión del Sistema Financiero de Seguros y del Sistema Privado de Pensiones en el Perú, así como de prevenir y detectar el lavado de activos y financiamiento del terrorismo. Es una institución autónoma y se rige según la Constitución y su Ley Orgánica. La SBS es miembro activo de la Alliance for Financial Inclusion.

## Historia
Fue creada en 23 de mayo de 1931, con el marco de la Ley de Bancos, la cual estableció la Superintendencia de Bancos para que ejerza el control y supervisión de las entidades bancarias. En ese entonces, en Perú existía un pequeño sistema financiero y solo 16 instituciones bajo la regulación.
Uno de los primeros encargos de la Superintendencia fue la conducción de los procesos de liquidación del Banco del Perú y Londres, el Banco de Tacna y la Caja de Ahorros de la Beneficencia Pública del Callao. Posteriormente participó en la prevención de estafas financieras tras el caso del Centro Latinoamericano de Asesoría Empresarial.

## Objetivos
Su objetivo primordial es preservar los intereses de los depositantes, de los asegurados y de los afiliados al Seguro Privado de Pensiones.
La Superintendencia de Banca, Seguros y AFP es una institución de derecho público cuya autonomía funcional está reconocida por la Constitución Política del Perú de 1993.
La SBS tiene como fin generar las condiciones que permitan maximizar el valor de los sistemas financieros, de seguros y privado de pensiones, propiciando una mayor confianza y adecuada protección de los intereses del público usuario, a través de la transparencia, veracidad y calidad de la información; cautelando la estabilidad y solvencia de las instituciones que conforman los sistemas. También se encarga de regular operaciones de riesgo con otros países. Asimismo, es el único organismo facultado para otorgar una licencia bancaria y todo tipo de autorización para que una entidad financiera pueda operar en el territorio peruano.
Desde 2024, la SBS se encarga de regular las empresas que ofrecen criptomonedas.

## Superintendentes

### 1931-1980
| Superintendente                          | Nombramiento | Nombramiento | Fin del periodo |
| ---------------------------------------- | ------------ | ------------ | --------------- |
| Cesar Antonio Ugarte Ocampo              | 1931         | 1931         | 1932            |
| Victor Figari Camogli                    | 1933         | 1933         | 1948            |
| Federico Ruiz Huidobro                   | 1948         | 1948         | 1968            |
| Maximiliano Gamarra Ferreyra             | 1968         | 1968         | 1975            |
| Germán de la Melena Guzmán               | 1975         | 1975         | 1977            |
| José Antonio Palacios Vásquez de Velasco | 1977         | 1977         | 1980            |

### Desde 1980
| Superintendente              | Nombramiento                            | Ratificación                                            | Fin del periodo                    |
| ---------------------------- | --------------------------------------- | ------------------------------------------------------- | ---------------------------------- |
| Juan Klingenberger Lomellini | 18 de agosto de 1980 (Poder Ejecutivo)  |                                                         | 1987                               |
| Hugo García Salvattecci      | 1987                                    |                                                         | 17 de junio de 1992 (renuncia)     |
| Luis Cortavarría Checkley    | 17 de junio de 1992 (Gobierno de Facto) | 17 de junio de 1992 (Gobierno de Facto)                 |                                    |
| Luis Cortavarría Checkley    | 15 de agosto de 1995 (Poder Ejecutivo)  | 25 de agosto de 1995 (Comisión Permanente del Congreso) | 1996                               |
| Manuel Vásquez Perales       | 25 de enero de 1996 (Poder Ejecutivo)   | 1 de febrero de 1996 (Comisión Permanente del Congreso) | 1997                               |
| Martín Naranjo Landerer      | 28 de junio de 1997 (Poder Ejecutivo)   | 2 de julio de 1997 (Comisión Permanente del Congreso)   | 2000                               |
| Luis Cortavarría Checkley    | 1 de agosto de 2000 (Poder Ejecutivo)   | 11 de agosto de 2000 (Comisión Permanente del Congreso) | 2001                               |
| Juan José Marthans León      | 21 de junio de 2002 (Poder Ejecutivo)   | 24 de junio de 2002 (Comisión Permanente del Congreso)  | 2007                               |
| Felipe Tam Fox               | 8 de marzo de 2007 (Poder Ejecutivo)    | 21 de marzo de 2007 (Comisión Permanente del Congreso)  | 2011                               |
| Daniel Schydlowsky Rosenberg | 6 de agosto de 2011 (Poder Ejecutivo)   | 25 de agosto de 2011 (Comisión Permanente del Congreso) | 13 de noviembre de 2015 (renuncia) |
| María del Socorro Heysen     | 11 de agosto de 2016 (Poder Ejecutivo)  | 17 de agosto de 2016 (Comisión Permanente del Congreso) |                                    |